# 朱蒙 (テレビドラマ)
朱蒙（チュモン）は、2006年5月15日から2007年3月13日まで韓国MBCで放送されたテレビドラマ（時代劇）
。全81話。

## 概要
日本放送時は『朱蒙 -チュモン- Prince of the Legend』（-プリンス・オブ・ザ・レジェンド）のタイトルが用いられた。『三国史記』「百済本紀」の本文と分注別伝に記された東明聖王やその一族（温祚王など）の神話伝承を元に、高句麗初代王とされる朱蒙（東明聖王）を主人公とし製作された韓国の史劇ファンタジー。
平均視聴率40.98%は、韓国テレビドラマ史上４位の記録。(ちなみに、1.MBC:『ホジュン 宮廷医官への道』(2000年)47.1%、2.MBC:『宮廷女官チャングムの誓い』(2004年)41.6%、3.SBS:『パリの恋人』(2004年)41.5%)
2002年から中国社会科学院が東北工程という中国東北部の少数民族歴史研究プロジェクトをスタートさせた。それをもとに2004年、中国政府は「高句麗はわれわれの地方政権であり、中国の歴史である」と発表した。高句麗の後継国家を自認した高麗（コリョ）が英語の「コリア」の語源であるため、高句麗が中国なら「コリア」も中国ということになるため、韓国は猛反発する。高句麗が朝鮮の歴史であることを訴える様々なキャンペーンを展開し、その一環として『朱蒙』が制作された。『朱蒙』は韓国人のナショナリズムを大いに刺激して、最高視聴率は53%に達する大ヒットとなる。

## ストーリー
紀元前80年頃、朝鮮半島北部は漢の支配下にあった。隆盛を誇った古代国家古朝鮮は滅ぼされ、民は漢の圧制に苦しむ日々を送る。捕まれば重罪を免れないことを知りながら、国外に逃げる流民は後を絶たない状態だった。流民たちの唯一の希望は、多勿（タムル）軍を率いて流民を救い、漢に抵抗するヘモス（解慕漱）将軍であった。扶余国の若き皇太子クムワ（金蛙）もまた密かにヘモスと行動を共にし、同じく流民からの信奉を集めていた。
しかし漢の圧力に屈したクムワの父、扶余国王の計略によりタムル軍は壊滅してしまう。重傷を負ったヘモスを（ハベク）族長の王女ユファは献身的に看病し、いつしか二人は愛し合うようになる。やがてヘモスは漢に捕らえられて磔にされるが、ユファの腹には新しい命が宿っていた。それが後の東明聖王（チュモン）である。クムワはチュモンを扶余の王子として育てることを決意し、ユファを側室に迎える。
それから20年が経ったがクムワとユファの想いも虚しく、チュモンは臆病で無能な王子に育っていた。
誰からも見下されていたチュモンが幾多の出会いと試練を重ねるうちに大きく成長し、やがて扶余を旅立ってタムル軍を再組織、漢との壮絶な戦を勝ち抜き、高句麗（コグリョ）の偉大な初代大王として歴史に名を残すまでの軌跡が描かれる。

## 出演

### 主要登場人物
チュモン（朱蒙）
演 - ソン・イルグク、日本語吹替 - 宮野真守（青年期・第3話～第33話）→小杉十郎太（壮年期・第36話～第81話）
本作の主人公。古朝鮮（コジョソン）の英雄ヘモスと中国の河伯（ハベク）族長王女ユファの子。後に高句麗（コグリョ）を建国し初代大王となる。享年40とされる。
扶余国王クムワの第三王子として育てられる。初めの頃は武芸もろくに出来ない臆病者であり、政にも興味を示さず遊びほうけていたため、家臣や兄たちからも見離されていた。度重なる失態から遂にはクムワの怒りを買い、宮殿追放の身となる。しかし秘密牢獄の看守長ムソンや、極秘裏に投獄されていたヘモスと出会って武芸を叩き込まれ、秘めていた武才が一気に開花する。精神的にも大きな成長を遂げて宮殿に戻ると、皇太子の座を争う兄たちを圧倒する働きを見せていく。
己の出自を知ってからは、父ヘモスの意志を継いで古朝鮮の再興を決意する。流民を奴隷として漢に引き渡そうとするテソに反旗を翻し、扶余を離れてタムル軍を結成。多くの試練を乗り越えながら、高句麗建国へと突き進んでいく。
朱蒙とは弓の達人に贈られる名称であり、作中でも百発百中の腕前として描かれている。
クムワ（金蛙）
演 - チョン・グァンリョル、日本語吹替 - 青山勝
扶余の王でチュモンの義父。思慮深く独立心に溢れた君主で、民や家臣から畏れ敬われている。
盟友ヘモスと共に多勿（タムル）軍を率い漢と戦ったが、プドゥクプルと先王の策略によりヘモスを失ってしまう。ヘモスに対しての自責の念とユファへの想いから、ユファを側室として迎え、チュモンを自分の子として育てる。
チュモンがタムル軍を結成してからは扶余との板ばさみに苦悩するが、親子の縁を切って対決することを選ぶ。罪のない民を処刑したり衝動的にユファを殺してしまうなど、治世の末期は扶余の衰退と共に英明さも失っていく。
やがて高句麗の繁栄と扶余没落の運命を悟り、テソに王位を譲渡し民と共に生きる決心をする。しかしファン・ジャギョンが放った刺客の襲撃により致命傷を負ってしまう。息絶える際、テソに高句麗と手を組むように懇願する。
常に自らを戒め、扶余の繁栄を第一に考える名君であったが、流民を救うという初心を忘れたために古朝鮮の復興を願う民心は息子のチュモンに集まり、高句麗の台頭を許してしまった。
ユファ（柳花）
演 - オ・ヨンス、日本語吹替 - 泉裕子
中国の河伯（ハベク）族長の娘。ヘモスと惹かれあいチュモンを身籠るが、扶余の裏切りによりヘモスと父を失う。チュモンを育てるためクムワの側室となる。
クムワの愛を受け、感謝しながらも、ヘモスと彼の志を忘れることは無く、彼女の心はその二つに引き裂かれる事となる。
生きていたヘモスと共に扶余から出るつもりだったが、ヘモスはテソとヨンポに殺されてしまう。戻った後も陰日向となくクムワと共にチュモンの事を案じ続ける。
チュモンの扶余脱出後は、やがてユファへの愛に固執するようになったクムワの懇願すら振り切るようにして、ソヤやユリと共に再三扶余脱出を図っては捕らえられるを繰り返す事になる。
ようやく脱出が叶うかと思われた時、自身のみを捕らえさせ、ヘモスやチュモンへの愛を告げる事で、クムワは激高し怒りのあまり思わず切り殺してしまう。最後までチュモンの志の道を強く信じていた。
ヘモスの抱いた大業をチュモンに成し遂げさせることを第一に考え、そのためには自他のいかなる犠牲をも躊躇しないなど、果断な母親として描かれている。
ソソノ（召西奴）
演 - ハン・ヘジン、日本語吹替 - 坂本真綾
卒本（チョルボン）構成体の1つ桂婁（ケル）の君長ヨン・タバルの娘。百済（ペクチェ）始祖・温祚王の母。
商団を率いるべく父の薫陶を受けて育った才媛。知略だけでなく、自ら軍の先陣で剣を振るうという面も持つ。
初めは軟弱なチュモンを馬鹿にしていたが、次第に逞しく成長するチュモンに惹かれていく。
チュモンが死んだと思い、テソの求婚を回避するためにウテと結婚する。ウテの死後、チュモン率いるタムル軍に協力し、高句麗建国を成し遂げる。初代王位を巡ってタムル軍とチョルボンが分裂しかけた為、チュモンと政略結婚、高句麗王妃となる。
後継問題による権力闘争に息子たちが巻き込まれることを恐れ、また高句麗建国の為に身を引いたソヤの苦しみを偲び、ソヤに王妃位を譲り、ヨンタバルと息子たち、ケルの側近と南の地へ旅立つ。
一貫してケルとチュモンとの友好に努め、高句麗建国においては特に経済面で多大な尽力をした。
テソ（帯素）
演 - キム・スンス、日本語吹替 - 矢崎文也
文武両道に優れた扶余国王クムワの第一王子。後の東扶余最後の王・帯素王である。クムワの寵愛を受けたチュモンやユファを激しく敵視し、権力を勝ち取ることに執念を燃やす。
クムワの対漢強硬路線に否定的な立場を取り、親漢路線によって扶余の生き残りを模索しようとする。皇太子争いでチュモンに敗れかけるが、戦の混乱に乗じて一時扶余の全権掌握に成功。しかし悪政を敷いたことが民や家臣の反感を買い、ほどなくクムワに復権を許す。
能力的には優秀だが、怒りに我を忘れて暴走するなどの人間的な欠陥が垣間見られる。しかしやがて自分を律し、己の恨みを抑えて高句麗や漢とも堂々と渡り合えるようになった姿を知ったクムワから王位を継承されるに至り、クムワの死後はその遺志を継ぐ事を決意した。
ヘモス（解慕漱）
演 - ホ・ジュノ、日本語吹替 - 井上倫宏
チュモンの実父。勇猛果敢な戦士であり、タムル軍を率いて多くの古朝鮮の流民を救い、その圧倒的なカリスマ性から漢に抵抗する象徴的な存在となる。扶余の裏切りによって漢に捕らえられ両目を失い、逃げたところを漢との対立を恐れるヨミウルとプドゥクプルによって約20年にわたり秘密牢獄に幽閉される。
両目を失っても逆に心眼が開き、その武芸は衰えることはなく、後にチュモンの師匠となる。
チュモンが我が子だと気づくが、敢えて名乗ることはせず、武の師としてチュモンの成長を見守っていた。
ユファと再会しお互いの愛を確かめあうが、自身の存在が扶余を混乱させると考え、扶余から去る事を決意。その矢先テソ、ヨンポの襲撃に遭い体中を矢で射貫かれ、最期はテソの剣により壮絶に息絶えた。

### 多勿（タムル）軍 / 高句麗（コグリョ）
マリ（摩離）
演 - アン・ジョンフン、日本語吹替 - 内田岳志
チュモンの忠実な部下で義兄弟。タムル軍の右軍師（ウグンサ）で、高句麗建国後は大輔（テボ）。
オイ、ヒョッポらと「町のゴロツキ」生活をしていたが、それを決してよしとしているわけではなかった。人生に対し諦めを抱いていたところにチュモンと出会い、一念発起、以後チュモンと行動を共にする。
知識豊富で暴走するオイとヒョッポの歯止め役。
初めは損得での判断が多く、早とちりや思い込み、情に流されることも少なくなかったが、チュモンと生きていく中で大きく成長する。
オイ（烏伊）
演 - ヨ・ホミン、日本語吹替 - 中尾一貴
チュモンの忠実な部下で義兄弟。高句麗建国後は大将軍（テジャングン）。
マリ、ヒョッポらと賭博や盗みを重ねて生きていた、所謂「町のゴロツキ」であった。チュモンと出会い、行動を共にする。
武に秀でていたが、熱くなりやすく、照れ屋。プヨンに恋心を抱き、求婚するも断られた。
ムゴルと義兄弟となってからは二人で隠密行動をする事が多くなる。真相調べが得意。
ユリの教育担当となり武芸を教える。
最初は出世の手段としてチュモンに付き従うことを決めるが、次第に強い忠誠心が芽生え、命を捧げて仕えるようになる。プヨンへの想いからか、高句麗の大将軍となってからも妻を娶ろうとはしなかった。
ヒョッポ（陝父）
演 - イム・デホ、日本語吹替 - 広田みのる
チュモンの忠実な部下で義兄弟。タムル軍の地官使者（チョガンサジャ）で、高句麗建国後は護衛大将。
父も叔父もヘモスに仕えたタムル軍の譜代重臣。護衛大将になったのは家柄を重視されたもので、本人もそれを心の誇りとして強く自負している。
オイ、マリと同様、チュモンに出会い、行動を共にする中で成長していく。力が強く、チュモンと相撲で対決した際には勝利している。
サヨンに好意を持ち、サヨンからも好意をもたれているが、1つの土地に王が2人立つことは無理と知り、別れを受け入れる。
モパルモ
演 - イ・ゲイン、日本語吹替 - モト冬樹
扶余国鉄器工房の親方。鍛冶師として非常に優れた腕の持ち主で、鋼鉄剣の技術開発に明け暮れる。
「王子（チュモン）様が死ぬなら自分も死ぬ」が口癖。初めのうちは鋼鉄剣作りに失敗し続けたが、才能を見抜いたクムワが粘り強く登用した。
クムワに対しても忠誠心を持ちつつ、チュモンに付き従う。高句麗建国後は軍器博士（クンギバクサ）。夢は平和な世がきたら武器ではなく農具を作って国を豊かにすること。
チュモンの願いにより、新天地へ向かうソソノたちと行動を共にした。
漢の技術を凌ぐ優れた鉄器を次々と開発し、高句麗の建国と発展に計り知れない貢献をした。チュモンからの信頼も篤く、チュモンが大王への即位を渋った際にはソソノとの政略結婚と共にこれを説得してみせた。
イェ・ソヤ（禮氏）
演 - ソン・ジヒョ、日本語吹替 - 城之内早苗
ハンベク国族長の娘。扶余第三王子としてのチュモンの第一王子妃で、ユリの母親。
チュモンが漢との戦で負傷した際に命を救う。ハンベク族でクーデターが起こり、チュモンに保護される。その後、結婚、ユリを授かる。婚儀をテソが利用したため、まわりの眼には当時、政略結婚と見られていた。
チュモンがタムル軍を組織した後は扶余の人質となっていたが、幼いユリと共に脱出し、混乱の末に流浪の身となる。高句麗安定のため、自らの生存をあえてチュモンに伝えず、身分を隠してユリを育てる。
チュモンとの再会後は、ソソノの計らいにより高句麗第一王妃に。
チェサ（再思）
演 - チャ・グァンス、日本語吹替 - 斎藤志郎
後半からチュモンの部下になる三人のうちの一人。
ムゴル、ムッコらと共に武装集団を率いて漢に抵抗していたが、タムル軍を組織したばかりのチュモンに臣下に請われ、従う。
タムル軍の左軍師（チャグンサ）を務め、高句麗建国後は太先人（テソニン）。マリと共に高句麗の頭脳を担う。
反論したり何かを発言する際、独特な指の形で右手を上げる癖がある。ムゴル、ムッコの兄貴分。弓の腕に覚えがあるらしいが、チュモンとの出会いの対決では敗れている。
ムゴル（武骨）
演 - ソ・ボムシク、日本語吹替 - 亘哲兵
後半からチュモンの部下になる三人のうちの一人。オイと決闘し敗れ、義兄弟となる。オイが兄、ムゴルが弟。高句麗建国後は左将軍（チャジャングン）。
武芸に秀でるが頭に血が昇りやすく、会議の際にはしばしば揉め事を起こすことも。
最終決戦時、敵に退路を絶たれるも降伏することなく闘う。最期はチュモンとオイの手の中で息絶える。
ムッコ（默居）
演 - キム・ミンチャン、日本語吹替 - 平田一樹
後半からチュモンの部下になる三人のうちの一人。タムル軍では冬官使者（トンガンサジャ）を務める。
手裏剣や毒矢が得意で、殺しの達人。
吹き矢の様な暗器を使い、チュモンらと扶余で監禁された際には脱出の成功に大きく貢献した。
身軽で偵察も得意。モパルモと武器開発も担う。不敵な笑みを浮かべ、必要なこと以外はほとんど喋らない。
プブンノ（扶芬奴）
演 - パク・キョンファン、日本語吹替 - 佐々木誠二
チュモンの忠実な部下。高句麗建国後は将軍となる。
扶余の辺境で警備隊をしていた時に武芸の腕をテソに気に入られ、ナロと共に側近の1人となる。扶余では護衛総監部副総監、テソの親衛隊要職。
チュモン暗殺をテソに命じられ、警備隊長として近づく。朱蒙の資質、人柄に感銘を受けるが家族を人質に取られている為にやむなく暗殺を試みるも失敗。しかし朱蒙に許され家臣になる。
プウィヨム（扶尉厭）
演 - ユン・ヨンヒョン、日本語吹替 - 山路和弘
ヒョッポと同様に父親が多勿軍だった。海賊の頭領。交易封鎖に苦しむチュモンに求められて海上交易を行い、チョルボン崩壊の危機を救う。
以後家臣となり、タムル軍に参加。高句麗建国後は将軍となる。
当初チュモンの家臣となることには強く抵抗したものの、後にタムル軍に参加できたことを深く感謝する旨を口にしている。
ユリ（類利、瑠璃、琉璃）
演 - アン・ヨンジュン / チョン・ユンソク（幼年期）、日本語吹替 - 宮野真守 / こおろぎさとみ（幼年期）
チュモンとイェ・ソヤの子。後の高句麗第二代王、瑠璃明王。
幼くしてソルランに毒を盛られかけるなど過酷な人質時代を過ごした後、母と扶余を脱出。出自を知らされぬまま平民として育つ。
武芸の才を見込まれテソの家臣に加えられるが、出自を知るとチュモンに会うため高句麗へと向かう。
誠実さと聡明さと逞しさを兼ね備えた王子として成長する。年齢より早熟な王子で、王である父チュモンにすら説教をするなど頑固な一面もあった。
ピリュ（沸流）
演 - イ・ジェソク / ユン・ジョンウォン（幼少期）、日本語吹替 - 疋田高志 /
ソソノとウテの長男、誕生時はチョルボンの時代。高句麗の皇太子を自覚し、手柄に逸るあまり未熟な面を晒してしまう。
ユリの登場に危機感を抱き、王位簒奪を狙ってチュモンの暗殺を試みるが失敗する。その後は心を入れ替え、ユリとも和解する。
ソソノ達と共に新天地へ向かう。
オンジョ（温祚）
演 - キム・ソク、日本語吹替 - 村上想太
ソソノとウテの次男、誕生時はチョルボンの時代。物語終盤でユリの義弟となる。鍛冶に興味があり、王子でありながらモパルモに師事する。ピリュと異なり野心はあまりなく、それでいてどこか器の大きさを感じさせるところがある。
最終話でソソノ達と共に新天地へ向かう。史実では高句麗を後にし百済を建国し初代王となる。
ムソン
演 - クォン・ヨンウン、日本語吹替 - 浅見小四郎
秘密牢獄の看守長でヘモスに飯を運んでいた。チュモンの最初の武芸の師匠。マリ達の兄貴分でもある。
志はあまり持ち合わせておらず、成り行き上タムル軍に参加している面が強い。その為かモパルモの警護を主に任され、彼とよく行動するようになる。同時期にチュモンに従う事を決めたという事もあり、マリ達は彼には終始変わらず兄貴分として接した。
モパルモがソソノ達に従って新天地に向かう際には同行せず、彼らの旅立ちを見送った。
マノ
演 - ソン・ソングン、日本語吹替 - 山本晋也
前多勿軍の兵士で、ヒョッポの父の戦友だった。流民の収容所で死んでしまう。
チョンドン
演 - オ・スンユン、日本語吹替 - 十川史也
流民の少年。多勿軍の力になりたいと若いながらも修練するが漢との戦で力及ばず倒されてしまった。

### 扶余（プヨ）国
王妃
演 - キョン・ミリ、日本語吹替 - 宮寺智子
クムワの正室（第一王妃）。テソとヨンポの母。馬加（マガ）族族長の姪。非常に嫉妬深い性格で、側室にもかかわらず自分より王の寵愛を受けるユファやチュモンの事を激しく憎む。息子のこととなると盲目的になってしまい、企みを重ねて幾度となく扶余に害悪をもたらしてしまう。やがて心身をすり減らし続けたが為に伏せがちになり、大願であるテソの即位式に出席出来なかった。
クムワに愛されることを強く願ったが叶うことはなく、次第にクムワをも憎むようになっていくが、心が通わない嘆きから解放される事は無かった。退位後旅立つ前のクムワからようやく謝意を告げられた後、やがて戻った夫の死を看取った。
ヨンポ
演 - ウォン・ギジュン、日本語吹替 - ビューティーこくぶ
扶余の第二王子。史実には存在しない架空の王子。
出来の良い兄に対し劣等感を持っているが、自己顕示欲は旺盛で自分が皇太子に選ばれることを狙っている。ただ、自主性はなく周囲の人間の言葉にいとも容易く惑わされる典型的な腰巾着気質。
扶余を追放された後、人質時代に築いたコネクションで漢で商人となり、扶余を財力で操ろうとするも失敗し、全財産を扶余に没収される。クムワと再会して生き方を諭された後、その襲撃される場に居合わせた。父の死を経て、本来望んでいたテソを支える者の一人となれた。
酒や女に溺れてばかりいるが、戦などの戦闘時は果敢に敵を切り倒すなど、それなりに勇敢な一面も見られる。
チュモンやテソの能力の前に隠れがちだが、前述のようにコネクションを築く等の他者の取り入るコミュニケーション能力は高い。
ヤン・ソルラン
演 - パク・タミ、日本語吹替 - 久嶋志帆
玄菟（ヒョント）城の太守ヤン・ジョンの娘。テソの第一王子妃、後に扶余王妃。
自身が王妃になることで、扶余を漢の属国にしようと目論む。
ソヤとは仲が悪く事あるごとに嫌がらせをする。懐妊出来ない事を逆恨みしユリを毒殺しようとしたり、権力欲の為にクムワにも鴆毒を盛るよう画策する。
テソがソルランに私情をかけたことが、扶余衰退の原因ともなった。一方で辺境に追いやられたテソを見捨てる事無く叱り続けたり、側室の存在を受け入れる等、テソを支える言動も多く見られる。テソとの間に子供はできなかった。
プドゥクプル
演 - イ・ジェヨン、日本語吹替 - 永田博丈
扶余国の大使者（テサジャ）。扶余国一の切れ者で、民政・軍事に精通しており、テソをも敬語で喋らせる程の権力を築き上げた。
先代・ヘブル王の頃から仕えており、何よりも優先されるべきは扶余の繁栄であり、漢との友好政策を支持している。その為には手段も厭わず、激昂するクムワやテソに諫言する事も少なくない。扶余の財政を思うあまり、自身と家族は飢えるほどの困窮生活で耐え偲ぶなど、臣としての忠を尽くそうとする意識は相当に高い。
しかしその「扶余の為」という大義名分の下に行った独断専行（ヘモスの幽閉もその一つ）が、結果としてタムル軍を始めとする扶余国の新しい敵を複数生むという皮肉をもたらした。
ヨミウル
演 - チン・ヒギョン、日本語吹替 - 池亀雅己
扶余の巫女。神託を聴くことが出来、鋭い洞察力は周囲に一目置かれ、政治的にも大きな発言力を持つ。
クムワに黙ってヘモスを秘密洞窟に閉じ込めた張本人。それが発覚してクムワの信頼を失い、政治の場から遠ざけられるようになる。後に扶余を追放されるが、ヘモスとチュモンに対する贖罪と三本足の鳥の化身であるチュモンを朝鮮復興の為の天地神明の意思と認め、巫女としてチュモンを支える。
チュモンに力を貸している事が発覚し、捕らえられるも、チュモンにかけられた甘言への断固とした反対を主張したが為に、プドゥクプルに斬られチュモンの腕の中で息絶えた（第55話）。
若き日、クムワと想いを寄せ合っていたが、それぞれの立場から思いを断ち切らざるを得なかった事を告白している。巫女としてのクムワへの助言の鋭さが鈍るような事はなく、むしろ彼の最も痛い点をしばしば突いた。しかし行動とは反対に、クムワへの密かな想いに生涯苦しむ事となる。
ナロ
演 - パク・ナミョン、日本語吹替 - 堀井祥明
テソ直属の侍従武官。テソが権力を持つ時期、即位後は護衛総監。優れた武芸の腕を持ち、テソとは絶対的な信頼で結ばれた忠臣。
一度目の漢との戦では敵との密通に抵抗を示したこともあったが、次第にどのような命令であっても冷酷に遂行していくようになる。プブンノの直接の上官だった。
フクチ
演 - チェ・ウンギョ、日本語吹替 - 桝谷裕
大将軍（テジャングン）。ソンジュとともにテソよりクムワに近い武官。黒い鎧を身に纏う。
口数が少ないが、テソの摂政時代には堂々と批判を口にできる唯一の家臣であった。軍兵士からの信頼が絶大なため、テソも粛清することができなかった。
チュモンとは深い信頼で結ばれていたが、扶余とタムル軍との対立後はプドゥクプルの命でチュモン殺害を図るなど、あくまで扶余の家臣であることを選び続けた。
ソンジュ
演 - キム・ウォンソク、日本語吹替 - 山口史人
クムワ直属の侍従武官でチュモンやユファに対して好意的に力を貸す。
クムワ復権後は護衛総監。
クムワが退位した後も側に仕えるなど、最後まで忠義を通した。
ハフ・チョン
演 - チャン・ヒウン、日本語吹替 - 川田義宗
玄菟城の護衛。プヨでソルランの侍従。
ヤン・ソルランと共に扶余に行きそのまま仕える。ヤン・ソルラン同様にねちっこい性格らしい
ヤン・ソルランがオイとムゴルに捕らえられた際、侍従なのに身を挺して護る事もなかった。
ムドク
演 - チョ・ミョンジン、日本語吹替 - 中山玲
ユファの侍女、時には体を張って役目を果たす。
ムソンの妹と最初は紹介されたが、実はムソンの恋人。タムル軍に来てムゴルと出会い、ムゴルと相思相愛の場面が描かれている。ムゴルと結婚していたかは不明。
ヘブル（解夫婁）
演 - パク・クニョン、日本語吹替 - 石波義人
クムワの父、扶余の前代王。小心で権力への執着が強く、息子のクムワをも警戒する。漢との対立を恐れ、ヘモスを裏切る。
ポルゲ
演 - ソン・グィヒョン、日本語吹替 - 曳地伸之
扶余の宮廷使者（クンジョンサジャ）で王妃の兄。
王室の外戚として私腹を肥やし、王妃と共にテソによるクーデターを画策し成功する。
チョンゴ
演 - オ・ジヨン、日本語吹替 - 安芸けい子
王妃の侍女。
チニョン
演 - ファン・ボムシク、日本語吹替 - 岐部公好
扶余の財部早衣（チェブジョイ）。テソの側室となるカヒの父。
ヘボルチャン
演 - イ・ソン、日本語吹替 - 磯秀明
扶余の外使者（ウェサジャ）。 よくチニョンと共に行動している。

#### 四出道（サチュルト）
ソリョン
演 - ノ・ヒジ、日本語吹替 - 岬凛
四出道の諸加（チェガ）、牛加（ウガ）の巫女。ヨミウル死後、多勿軍・高句麗の主導的な巫女となる。
後半のチュモンが祈祷する場面以降になると姿が確認出来なくなってしまった。
ピョリハ
演 - チョン・ハウン、日本語吹替 - 三村ゆうな
ヨミウルをも上回る神通力を持った巫女。ヨミウル死後、多勿軍・高句麗の巫女となる。
後半のチュモンが祈祷する場面以降になると姿が確認出来なくなってしまった。
マウリョン
演 - クォン・ウナ、日本語吹替 - 新田万紀子
四出道の巫女、ヨミウルが去った後、扶余の巫女となる。王妃と仲が良いが何度か巫女を辞めたいと発言していた。
力はそれほどないようで発言後に頻繁に逆の結果が出る事が多い（朱蒙が死亡した発言のすぐ後に生存の情報がある等）。
珍しくテソの身辺警護兵として召抱えられたユリを危険人物と見抜いたが何もせずに高句麗へ行かれてしまった。
半ば強引にヤン・ソルランに頼まれ朱蒙に呪詛をかけようとするも落雷に遭い一生を終える。
スッブ
演 - キム・ホヨン、日本語吹替 - 藤本譲
馬加（マガ）の族長。王妃のおじ。四出道を掌握しようとするフクチらに抵抗し殺される。

### ヨン・タバル商団
ヨン・タバル（延陀勃）
演 - キム・ビョンギ、日本語吹替 - 金子由之
ソソノの父。卒本（チョルボン）構成小国の1つ桂婁（ケル）の君長かつ、チョルボンの大君長。
商団を率いて各地を旅していたが、チュモンと出会い扶余に腰を落ち着けるようになる。当初はテソと手を組むことも考えるなど、冷静に商団の利益を追求する姿勢を見せていた。しかし、やがてチュモンの大業のために私財を投げ打って宮殿建築を行ったり、高句麗の王位に娘のソソノではなくチュモンを推すなど、大局を見通した目でチョルボンと高句麗の安定に寄与した。
何かと相談や協力を求められるなど周囲からの信頼は篤く、チュモンが遠征や不在の際はソソノと共にタムル軍（高句麗軍）を任される事も多かった。
最終話でソソノ達と共に新天地へ向かう。
サヨン
演 - ペ・スビン、日本語吹替 - 杉山大
冷静に実利を求める現実主義者。元々ヨン・タバル商団の奴隷であったが、ヨン・タバルやソソノに重宝され、商団の軍師的な役割を与えられる。高句麗建国後は大使人（テサイン）。
チュモンではなくソソノを新しい国の王にしたいと考えていた。高句麗の皇太子選びを巡ってチュモンの暗殺を口にするなど、国全体よりもあくまでチョルボンの利益を最優先に考える。
れっきとした男性だが外見は女性的で、ヒョッポに「お前は男か女か？」と聞かれ「心は女です」と答えた。ヒョッポに好意を持っている。
ソソノ達と共に新天地へ向かう。
ウテ（優台）
演 - チョン・ホビン、日本語吹替 - 風間秀郎
ヨン・タバル商団の護衛、実直で寡黙な人格。ソソノと結婚し、ピリュとオンジョを授かる。
ドラマでは商団の行首（ヘンス）ということになっているが、史実では扶余のヘブル王（クムワの父）庶出の孫王族といわれている。
チュモンとソヤの結婚式にソソノと出席しており、両夫婦4人で親交があった。身分は低いが実直な人柄を慕われチュモンとは仲がよかった。
ソンヤン一行を襲撃した際に背後から斬られ死亡する。
ケピル
演 - チョン・ハノン、日本語吹替 - 駒谷昌男
ヨン・タバル商団の一人で優台の父親。何かと感情的で多弁であり結婚をしない優台の心配ばかりしている。
何かと興奮すると考えずに発言してしまうため何度か気まずい思いをしているが、ヨン・タバルやソソノへの忠義心は本物で、ウテを喪うという悲運に見舞われながらも彼らを変わらず支え続けた。
チャンス
演 - シン・スルギ、日本語吹替 - 北浦貴之
ヨン・タバルの妹ヨン・チェリョンの息子。幼少時は母親の傀儡としてソソノの対立君長候補にさせられるが、当時己に君長の実権がなく、母とヤンタクに牛耳られていた。
ソソノを姉のように慕うが自身はお人好しで周囲の意見に流されるタイプで自分の意見が無くよく周囲に流される。
高句麗でも宮殿護衛隊長と厚遇されていたが漢の刺客に鉄器工房を破壊される失態を犯し罷免される。
新天地へ向かうソソノ達の一行の中にはその姿は確認出来ず。その後は不明。
ヨン・チェリョン
演 - ペク・ナヨン、日本語吹替 - 児島ちはる
ヨン・タバルの妹。卒本内の権力争いを画策するが一旦は許される。
鉄器工房の破壊の件で息子チャンスが投獄された事で激高し、ピリュを利用してチュモン暗殺を試みた為にソソノとヨン・タバルの手により国外へ追放される。
ヤンタク
演 - キム・ジノ、日本語吹替 - 岐部公好
ヨン・チェリョンの部下。共に卒本内の権力争いを画策するが一旦は許される。
その後、やはり共にチュモン暗殺を試み、失敗して国外へ追放される。

### 漢
ファン・ジャギョン
演 - オ・ウクチョル、日本語吹替 - 牛山茂
漢の大人（たいじん）。皇室の外戚で、ヨンポに肩入れし扶余での影響力を持とうとした。玄菟（ヒョント）城太守ヤン・ジョンとは仲が悪い。
玄菟城に目付役として滞在中に捕らえられ、チュモンから辱めを受けたと激昂。志願して遼東の太守になり、遼東軍を率いる。
高句麗の鉄器工房を焼き討ちするなどしたが、高句麗と扶余の連合軍との戦いでチュモンに殺される。
テ・マジン
演 - ペ・ドファン、日本語吹替 - 栗田貫一
ヨンポの世話係。ヨンポ同様に意気地が無く、甘言ばかり吹き込んでいる奸人。よく失敗してはヨンポに殴られている。
多くの失敗にもかかわらずヨンポに捨てられない変わった人物でもある。
チン・ジュンムン
演 - ホン・スンチャン、日本語吹替 - 後藤哲夫

#### 玄菟（ヒョント）城
ヤン・ジョン
演 - ユン・ドンファン、日本語吹替 - 中村浩太郎
蓋馬（ケマ）国族長の王子だが漢の人質になっていた。クムワとは旧友の間柄であったが、立場の違いから敵対する。
漢の護衛官から玄菟（ヒョント）城の太守まで出世し、テソと協力関係を築くために娘ソルランを娶らせる。
幾度となくチュモンを罠にかけようとするがことごとく失敗し、玄菟城も奪われる。テソと連合して戦うもチュモンの放った矢で落馬し捕まり、漢に滅ぼされた蓋馬国の王子として漢討伐の先方に立てと説かれるも拒否。チュモンに斬首される。
トンソン
演 - ハ・ヨンジン、日本語吹替 - 吉田慎之介
玄菟城の護衛。
ワン・ソムン
演 - スン・ドンウン、日本語吹替 - 高桑満
ヤン・ジョンの部下。
参謀という扱いを受けているが不手際が目立ち、玄菟城を朱蒙達に奪われてしまう。

### その他
ソンヤン（松譲）
演 - パク・チョングァン、日本語吹替 - 坂元貞美
卒本（チョルボン）構成小国の1つである沸流（ピリュ）の君長。卒本内の権力争いを画策、ヨン・タバルを失脚させ、大君長の座を奪う。
当時最強であった漢と同盟を組もうと様々な策を張り巡らせるも、説得されチュモンに忠誠を誓う。
史実では高句麗第二代ユリ王皇后の父として知られている。
プヨン
演 - イム・ソヨン、日本語吹替 - 三浦理恵子
扶余属国の貴族の娘。
扶余国の神殿で侍女として働いていたが、若き日のチュモンに好意を持たれ、一方的に付きまとわれる。チュモンの悪ふざけの咎を共に負わされ、神殿を追い出された。その後、幼い弟妹を養う為にトチに借金をし、奴隷同然に働かされる。その後、王子の身分を失い宮殿を追放され、怪我を負ったチュモンと再会するが、恨み事は一切言わずに献身的に介抱し、陰ながら助けていく。チュモンも彼女を今の境遇に追いやった後悔から、幾度となく救いの手を差し伸べた。
チュモンを慕っていたが、自分がチュモンらによる皇太子争いの障害となっていることを知り、幼い弟妹を連れ扶余を離れる。消息は不明。
トチ
演 - イ・ウォンジェ、日本語吹替 - 紺野相龍
闇商人。
ソソノを誘拐したり、プヨンを人質に王位継承争いから手を引くようにチュモンを脅迫したりと、悪行の限りを尽くす。
ヨンポと手を組み闇取引で財産を築いたが、護衛総監だったチュモンにより散財してしまう。
起死回生を狙うヨンポに加担してテソ暗殺計画を企てるが、失敗した挙句チュモンに事前に計画を見抜かれており、テソに殺される。
ハンダン
演 - ユン・ソヒョン、日本語吹替 - ふくまつ進紗
トチの部下。トチに従い色々と悪事を働く
終始トチに振り回され結局運命を共にした。
ソルタク
演 - キム・ヨンヒ、日本語吹替 - 藤井啓輔
ハンベク族行首の一人。反乱を起こし族長であるイェ・ソヤの父を倒し新族長になるも、チュモンに倒され命を失う。イェ・ソヤに片思いしていた。
ピグムソン
演 - ソン・オクスク、日本語吹替 - 駒塚由衣
扶余国内の洞窟にいる巫女。クムワに扶余の衰退を告げ、チュモンに古朝鮮の三種の神器を探す様に諭す。
矛盾点もあり、神器を探すように諭しておきながら自ら二種を与えた（最初に多勿弓、次に鎧）
イェ・チョン
演 - ハン・インス、日本語吹替 - 五王四郎
小部族ながら独立国ハンベク国の族長でイェ・ソヤの父。国王資格を有する名家。商団を率い部族を束ね、民に慕われた。
男手一つで一人娘ソヤを聡明な女性に育て上げる。
実父ヘモスを亡くしたチュモンにとって、育ての親クムワと同じく、王としてのあり方や志を教わるよき義父であり心の師であった。時として身内や家臣はおろか民に非難されても貫くガンコさは、外孫であるユリに受け継がれた。
ペマン
演 - シン・ジュニョン、日本語吹替 - 天田益男
旧荇人（ヘンイン）国一帯を根城にする匪賊の長で、前職に倣い将軍と呼ばれていた。
ヨン・タバル商団の剣の強奪に失敗しソソノに恨みを抱いていたが、コサン国での岩塩の取引に関わる事により商団と協力するようになる。
後に商団での移動中、ナロ率いる連合軍に襲われ　ナロとの一騎討ちの末倒される。

## スタッフ等
- 原作 : ソン・ホクチュ
- 脚本 : チェ・ワンギュ、チョン・ヒョンス
- 演出 : イ・ジュファン、キム・グノン

## 受賞

### MBC演技大賞
MBC演技大賞では、最多7部門を朱蒙が受賞した。
- 演技大賞：ソン・イルグク
- 女性最優秀演技賞：ハン・ヘジン
- 男性最優秀演技賞：ソン・イルグク/チョン・グァンリョル
- 男性優秀演技賞：キム・スンス
- 男性新人賞：ウォン・キジュン
- 助演男優特別賞：イ・ゲイン
- 特別賞歴史劇部門：オ・ヨンス・ホ・ジュノ

### 百想芸術大賞
- テレビ部門大賞
- 脚本賞

## 韓国での放送
制作局のMBCにて2006年5月15日から2007年3月6日まで放送された。

### 視聴率
| 放送日     | 話数       | 全国   | ソウル | 放送日     | 話数 | 全国  | ソウル |
| ---------- | ---------- | ------ | ------ | ---------- | ---- | ----- | ------ |
| 2006-05-15 | 1          | 16.3%  | 17.5%  | 2006-10-16 | 42   | 43.1% | 43.6%  |
| 2006-05-16 | 2          | 18.4%  | 19.2%  | 2006-10-17 | 43   | 42.4% | 42.2%  |
| 2006-05-22 | 3          | 21.8%  | 23.6%  | 2006-10-23 | 44   | 44.5% | 45.4%  |
| 2006-05-23 | 4          | 25.3%  | 26.6%  | 2006-10-24 | 45   | 45.0% | 45.2%  |
| 2006-05-29 | 5          | 28.0%  | 29.9%  | 2006-10-30 | 46   | 44.6% | 45.1%  |
| 2006-05-30 | 6          | 28.7%  | 29.6%  | 2006-10-31 | 47   | 43.8% | 43.7%  |
| 2006-06-05 | 7          | 27.9%  | 29.2%  | 2006-11-06 | 48   | 46.6% | 47.9%  |
| 2006-06-06 | 8          | 32.3%  | 33.7%  | 2006-11-07 | 49   | 47.2% | 48.3%  |
| 2006-06-20 | 9          | 29.4%  | 30.7%  | 2006-11-13 | 50   | 43.6% | 43.5%  |
| 2006-06-26 | 10         | 33.2%  | 35.3%  | 2006-11-14 | 51   | 48.1% | 49.2%  |
| 2006-06-27 | 11         | 32.9%  | 34.8%  | 2006-11-20 | 52   | 44.8% | 45.4%  |
| 2006-07-03 | 12         | 36.4%  | 38.1%  | 2006-11-21 | 53   | 44.0% | 44.5%  |
| 2006-07-04 | 13         | 37.6%  | 38.8%  | 2006-11-27 | 54   | 45.1% | 45.2%  |
| 2006-07-10 | 14         | 35.8%  | 37.5%  | 2006-11-28 | 55   | 44.4% | 44.9%  |
| 2006-07-11 | 15         | 37.2%  | 38.8%  | 2006-12-04 | 56   | 44.0% | 44.4%  |
| 2006-07-17 | 16         | 40.1%  | 42.8%  | 2006-12-05 | 57   | 42.9% | 43.2%  |
| 2006-07-18 | 17         | 38.7%  | 39.9%  | 2006-12-11 | 58   | 46.4% | 46.1%  |
| 2006-07-24 | 18         | 39.6%  | 41.1%  | 2006-12-12 | 59   | 41.5% | 42.6%  |
| 2006-07-25 | 19         | 39.9%  | 40.5%  | 2006-12-18 | 60   | 44.4% | 45.3%  |
| 2006-07-31 | 20         | 35.1%  | 36.1%  | 2006-12-19 | 61   | 46.6% | 47.1%  |
| 2006-08-01 | 21         | 36.8%  | 38.2%  | 2007-01-01 | 62   | 44.8% | 45.8%  |
| 2006-08-07 | 22         | 37.3%  | 37.9%  | 2007-01-02 | 63   | 45.2% | 45.3%  |
| 2006-08-08 | 23         | 37.4%  | 38.9%  | 2007-01-08 | 64   | 45.5% | 45.4%  |
| 2006-08-14 | 24         | 35.5%  | 35.8%  | 2007-01-09 | 65   | 46.8% | 47.1%  |
| 2006-08-15 | 25         | 39.3%  | 40.7%  | 2007-01-15 | 66   | 46.8% | 47.5%  |
| 2006-08-21 | 26         | 38.1%  | 39.6%  | 2007-01-16 | 67   | 47.1% | 47.9%  |
| 2006-08-22 | 27         | 39.5%  | 40.0%  | 2007-01-22 | 68   | 49.8% | 50.5%  |
| 2006-08-28 | 28         | 40.3%  | 41.7%  | 2007-01-23 | 69   | 42.0% | 43.6%  |
| 2006-08-29 | 29         | 40.3%  | 40.9%  | 2007-01-29 | 70   | 47.9% | 48.3%  |
| 2006-09-04 | 30         | 39.7%  | 40.6%  | 2007-01-30 | 71   | 50.3% | 51.0%  |
| 2006-09-05 | 31         | 40.3%  | 41.4%  | 2007-02-05 | 72   | 47.1% | 48.5%  |
| 2006-09-11 | 32         | 39.3%  | 40.6%  | 2007-02-06 | 73   | 46.0% | 47.2%  |
| 2006-09-12 | 33         | 38.5%  | 39.2%  | 2007-02-12 | 74   | 47.6% | 48.1%  |
| 2006-09-18 | 34         | 39.5%  | 40.3%  | 2007-02-13 | 75   | 47.1% | 47.8%  |
| 2006-09-19 | 35         | 43.0%  | 43.9%  | 2007-02-19 | 76   | 41.9% | 42.1%  |
| 2006-09-25 | 36         | 42.8%  | 43.9%  | 2007-02-20 | 77   | 49.7% | 49.9%  |
| 2006-09-26 | 37         | 43.6%  | 44.4%  | 2007-02-26 | 78   | 47.2% | 47.1%  |
| 2006-10-02 | 38         | 42.6%  | 43.2%  | 2007-02-27 | 79   | 50.6% | 50.9%  |
| 2006-10-03 | 39         | 44.9%  | 44.8%  | 2007-03-05 | 80   | 49.8% | 50.0%  |
| 2006-10-09 | 40         | 44.2%  | 45.0%  | 2007-03-06 | 81   | 51.9% | 52.7%  |
| 2006-10-10 | 41         | 43.6%  | 43.8%  |            |      |       |        |
| 平均視聴率 | 平均視聴率 | 40.98% | 41.83% |            |      |       |        |
| 最高視聴率 | 最高視聴率 | 51.9%  | 52.7%  |            |      |       |        |

出典: TNS Media Korea

## 韓国外での放送

### 日本
日本では、KNTVで2006年9月より2007年5月14日まで放送された。ポニーキャニオンが放送権を購入し、日本語吹替え版はBSフジにて2007年4月25日から2008年11月26日まで毎週水曜20時00分 - 20時54分（JST）に放送され（ただしリピート放送は除く）、2008年10月6日から2009年2月2日までBSフジにて毎週月曜から金曜18時00分 - 18時55分（JST）で再放送された。
地上波では、フジテレビ『チャンネルα』枠にてダイジェスト版を2007年8月13日に放送し、8月14日から8月22日まで放送。一時中断期間を挟み、9月3日にダイジェストを放送し、9月4日より放送再開。ストーリー前半の第24話まで放送された。その後、2007年9月から2008年3月まで秋田テレビと鹿児島テレビでもそれぞれ第24話までが放送された。テレビ北海道では、「朝のドラマ通り」枠で2011年1月17日から同年5月11日までに放送された（総集編含む）。
2010年4月15日から10月1日までテレビ東京『ランチチャンネル』枠にて、毎週木曜金曜12時35分 - 13時30分にて放送。その後、番組改編によって、2010年10月10日から2011年8月14日まで毎週日曜（第1日曜を除く）11時55分 - 12時49分（JST）に放送していた。
2011年3月25日の毎週月曜から金曜13時00分 - 14時30分（JST）、BS11（ビーエス・イレブン）にてHDノーカット版が放送された。

#### 日本語吹き替え版エンディングテーマ
『宙（そら）よ』（第1話 - 第35話）
歌 : 布施明 ※劇中挿入歌『天よ...どうか』（歌：イン・スニ）の日本語バージョンにあたる。
『嵐華（らんか）〜新しい国へ〜』（第36話 - 第60話）
歌 : J.SAKATA ※下記の『世界が私を呼んでいる』の日本語バージョンにあたる。
『世界が私を呼んでいる』（第61話 - 第81話）
歌 : イン・スニ

#### 備考
BSフジ版は、54分の放送枠で実質の放送時間（CMカット）は44分～45分だった。しかし、韓国版は70分の放送枠で実質の放送時間は60分～65分だった。コンスタントに1話あたり15分以上のカットと無理な編集が行なわれた。そのため、オリジナル音声がうまく繋がらなくなり、日本語吹き替えの際に新たにサウンドトラックを制作しているので、二ヶ国語放送での放送が不可能となっている。なお、テレビ東京で放送されているのはこの版をさらにカット（オープニングなど）したものである。

#### DVD
レンタル版
- 第1巻（1～3話） 2007年7月4日
- 第2巻（4～6話） 2007年7月18日
- 第3巻（7、8話） 2007年8月1日
- 第4巻（9、10話） 2007年8月17日
- 第5巻（11、12話） 2007年9月1日
- 第6巻（13、14話） 2007年9月19日
- 第7巻（15、16話） 2007年10月3日
- 第8巻（17、18話） 2007年10月17日
- 第9巻（19、20話） 2007年10月26日
- 第10巻（21、22話） 2007年11月7日
- 第11巻（23、24話） 2007年11月14日
- 第12巻（25、26話） 2007年11月21日
- 第13巻（27、28話） 2007年11月30日
- 第14巻（29、30話） 2007年12月5日
- 第15巻（31、32話）
- 第16巻（33、34話）
- 第17巻（35、36話）
- 第18巻（37、38話）
- 第19巻（39、40話）
- 第20巻（41、42話）
- 第21巻（43、44話）
- 第22巻（45、46話）
- 第23巻（47、48話）
- 第24巻（49、50話）
- 第25巻（51、52話）
- 第26巻（53、54話）
- 第27巻（55～57話）
- 第28巻（58、59話）
- 第29巻（60、61話）
- 第30巻（62、63話）
- 第31巻（64、65話）
- 第32巻（66、67話）
- 第33巻（68、69話）
- 第34巻（70、71話）
- 第35巻（72、73話）
- 第36巻（74、75話） 2008年10月15日
- 第37巻（76、77話） 2008年10月31日
- 第38巻（78、79話） 2008年11月19日
- 第39巻（80、81話） 2008年12月3日

- THE LEGEND OF 朱蒙 舞台裏全記録 第1巻
- THE LEGEND OF 朱蒙 舞台裏全記録 第2巻
- THE LEGEND OF 朱蒙 舞台裏全記録 第3巻
- THE LEGEND OF 朱蒙 舞台裏全記録 第4巻
- THE LEGEND OF 朱蒙 舞台裏全記録 第5巻
- THE LEGEND OF 朱蒙 舞台裏全記録 第6巻

セル版
- 第一章前編（1 - 12話） 2007年9月1日
- 第一章後編（13 - 24話）2007年11月7日
- 第二章前編（25 - 40話）
- 第二章後編（41 - 55話）
- 最終章前編（56 - 67話）
- 最終章後編（68 - 81話）2008年12月3日

- THE LEGEND OF 朱蒙 舞台裏全記録 第一章
- THE LEGEND OF 朱蒙 舞台裏全記録 第二章 2008年10月15日
- THE LEGEND OF 朱蒙 舞台裏全記録 最終章 2008年12月3日

#### ネット配信
goo（NTTレゾナント）にて配信。
- 第一章（1 - 24話） 2008年5月2日

#### 来日キャンペーン
DVD日本発売キャンペーンで以下の2名が来日。主にフジテレビの各番組やお台場冒険王、記者会見などで宣伝活動を行った。
- 2007年9月1日 ハン・ヘジン
- 2007年9月2日 ソン・イルグク

公式ではないが、2007年7月24日に行われた韓国オンヌリ教会による伝道集会「ラブソナタ」（さいたまスーパーアリーナ）において、以下の人物が来日している。
- ハン・ヘジン
- オ・ヨンス
- キム・スンス
- チン・ヒギョン
- パク・タミ

### 台湾
八大戲劇台にて2007年3月19日から毎週金曜日8時（現地時間）から放送されている。

### 香港
ATVで放送されている。ここではナディア・チャンが同ドラマの香港版オリジナル主題歌を歌っている。

### フィリピン
GMA7というテレビ局にて放送されている。オープニングテーマは現地の音楽グループ「シャムロック」による『ホールド・オン』。

### イラン
イラン・イスラム共和国放送にて2008年に放送された。ロイターによると、チュモンの最も人気のあるエピソードは、イランの視聴者の 90% 以上 (韓国の 40% と比較して) を引き付け、ソン・イルグクをイランでスーパースターの地位に押し上げました。

## 史実との違い
宮脇淳子は、史実との違いとして、ドラマ中で古朝鮮の版図が南京周辺まで含まれていることを挙げており、本作を「韓半島の歴史は日本の世界史教科書ではほとんど取り上げられることはありません。お隣りの国なのに、歴史も文化も日本人にあまりにも知られていなかったので、少しくらいウソが入っていても普通の日本人の目が向くのは悪くないと思ったのです」「『朱蒙』がつくられるまでは、韓流歴史ドラマにおいてほとんど戦争モノはありませんでした。『朱蒙』をきっかけに『俺たちも強かったんだぞ』と言いたくなったのでしょうが、基本的に朝鮮の軍隊は負けてばかりですから、必然的にウソになっていきます。新羅にしても、史実では高句麗に攻められ、倭に攻められ、ほとんどそのたびに白旗を上げていますから、ドラマで描かれるほど精強な軍隊ではありません。後に高麗がモンゴルに攻められた時も、王様と軍隊は民を見捨ててスタコラサッサと江華島に逃げ込んだし、豊臣秀吉の文禄・慶長の役の時の李氏朝鮮軍にしても、明軍が出てくるまでは連戦連敗でした。明らかになっている史実では、朝鮮半島にあった国はほとんど負け戦だから、せめて誰も証明できない古代で『ホントは昔は強かった』という夢を見たいのでしょう。できればそっとしてあげたいところですが、最近の際限ない妄想を見ると、ひと言、言わずにはいられないわけです」「『太王四神記』では、神様が出てきたり、火天会という悪の結社みたいなのが出てきたりで、最初から『おとぎ話』であることが一目瞭然なのでまだマシなのですが、『朱蒙』はいかにも史実であるかのように仕立ててあるので、日本でも多くの勘違いした人を生みました。韓国人の妄想によるファンタジーを、お人よしな日本人が無自覚に史実として受け入れてしまうような事態は、歴史家として見過ごすことはできません。韓流歴史ドラマは歴史認識論争と表裏一体です。自分たちの歴史の正統性、優越性を主張するために、確信犯的に過去を美化したドラマをつくるのです。そのことを念頭に置いて観なければなりません」と評している。
中国共産党の機関紙『人民日報』傘下の『環球時報』は、韓国の高句麗関連ドラマは歴史の真実を考慮しておらず、『朱蒙』は間違いが多いと批判し、中国通信社（2008年11月25日）も高句麗・渤海関連のドラマは矛盾が多く、客観的事実に基づいていないと報道した。
倉山満は、高句麗建国の祖を描いた『朱蒙』は伝記作品（歴史ドラマ）の体裁であるが、『朱蒙』を伝記作品（歴史ドラマ）と認めるなら、本宮ひろ志の「織田信長がチンギスハンの魂を継いで世界征服」マンガも伝記作品（歴史ドラマ）であり、「そもそも、朱蒙って本当に朝鮮人ですか?」として高句麗がKorea民族なのか疑問と批判している。
徐吉洙（朝鮮語: 서길수、西京大学）は、『朱蒙』が多くの部分で歴史的事実と食い違っていることを指摘しており、「北扶余の王･解慕漱と東夫余の王･金蛙王の2人は一度も会ったことがなく、絶対にドラマのように友人になることはあり得ない」「朱蒙と召西奴が出会ったのは、朱蒙が扶余から脱出した後であるため、帯素との三角関係は成立しない」「柳花夫人は高句麗建国以前ではなく、建国後に亡くなった」ことなどを指摘している。